# 呂浩
呂浩（1463年—？），字文瀚，浙江嘉興府嘉興縣人，民籍，明朝政治人物。

## 生平
弘治二年（1489年）己酉科浙江鄉試第五十一名舉人。弘治十五年（1502年）中式壬戌科會試第二百四十五名，二甲第八十五名進士。

## 家族
曾祖呂添諟；祖父呂瑛；父呂鑑，遇例冠帶。前母計氏；母劉氏；繼母沈氏。永感下。兄淳；溥（訓導）。